# Paidiscura dromedaria
Paidiscura dromedaria is een spinnensoort in de taxonomische indeling van de kogelspinnen (Theridiidae).
Het dier behoort tot het geslacht Paidiscura. De wetenschappelijke naam van de soort werd voor het eerst geldig gepubliceerd in 1880 door Eugène Simon.